# Liste des partis politiques en Argentine
Cette page est une liste des partis politiques de l'Argentine.

## Partis actuels

### Partis politiques actuellement représentés au Parlement
Les partis suivants sont actuellement représentés à la Chambre des députés ou au Sénat :
- Parti justicialiste (péroniste), divisé en deux factions :
  - Front de tous (gauche kirchneriste, majoritaire, regroupe également d'autres partis comme le Parti communiste, le Parti communiste révolutionnaire d'Argentine ou le Parti intransigeant)
  - Péronisme fédéral (es) (droite, minoritaire)
- Ensemble pour le changement, coalition d'opposition de centre-droit qui regroupe notamment :
  - Propuesta Republicana (droite non péroniste)
  - Union civique radicale (centre-gauche)
  - Coalition civique ARI (es)
- Consenso Federal (es), coalition du centre regroupant notamment :
  - Parti socialiste
  - des péronistes fédéraux
- Front de gauche et des travailleurs, coalition d'extrême gauche comprenant notamment :
  - Parti des travailleurs socialistes
  - Gauche socialiste
  - Mouvement socialiste des travailleurs (non représenté au Parlement)
  - Parti ouvrier (non représenté au Parlement)

### Autres partis
- Frente Justicia, Unión y Libertad
- Parti démocrate-chrétien
- Parti démocrate progressiste
- Recréer pour la croissance
- Union du centre démocratique
- Parti GEN (es)
- Projet Sud (es)
- Mouvement Libres du Sud (es)
- Parti socialiste authentique (es)

## Coalitions
Coalition de partis actuelles ou passées :
- Accord civique et social (2009, UCR, PS)
- Cambiemos (2015-2019)
- Coalition civique (2007)
- Front civique pour Santiago (coalition locale de péronistes, socialistes et UCR)
- Front large UNEN (es) (2013-2015)
- Front pour la victoire (2003-2017)
- Unión - Pro (2009)
- Union démocratique (1945-1946)

## Anciens partis
- Alliance libératrice nationaliste
- Concordancia
- Ligue patriotique argentine
- Ligue républicaine
- Mouvement pour le Socialisme
- Parti autonomiste national
- Parti démocrate national
- Parti fédéraliste
- Parti indépendant
- Parti péroniste authentique
- Parti péroniste féminin
- Parti socialiste argentin
- Parti socialiste démocratique
- Parti socialiste indépendant
- Parti travailliste
- Parti unitaire
- Partido Nuevo Triunfo
- Unión Cívica Radical Junta Renovadora
- Union civique radicale antipersonnaliste
- Union civique radicale intransigeante